# Distretto di Hjargas
Il distretto di Hjargas è uno dei diciannove distretti (sum) in cui è suddivisa la provincia dell'Uvs, in Mongolia. Conta una popolazione di 2.314 abitanti (censimento 2014). 